# آل لوكسمبورغ
آل لوكسمبورغ (باللكسومبورغية: D'Lëtzebuerger)؛ (بالألمانية: Haus Luxemburg)‏، أو سلالة لوكسبمورغ، هي عائلة ملكية من الإمبراطورية الرومانية المقدسة برزت في العصور الوسطى المتأخرة، أصبح أفرادها ملوكًا على ألمانيا وبوهيميا والمجر وكرواتيا، وأباطرةً على الإمبراطورية الرومانية المقدسة، بين عامي 1308 و1437. انقطع حكم أفراد العائلة مرتين، على يد خصومهم من آل فيتلسباخ.

## تاريخ
لا تنحدر سلالة لوكسمبورغ الملكية مباشرة من كونتات لوكمسبورغ، بل تنحدر من أقربائهم دوقات آل ليمبورغ، وهي عائلة تفرعت عن الابن الأصغر لملوك لوثارينجيا، بعد أن ورث هنري كونتية لوكسمبورغ عام 1247 وهو الابن الأصغر لـ فاليران الثالث دوق ليمبورغ، فأصبح لقبه هنري الخامس كونت لوكمسمبورغ بعد وفاة والدته الكونتيسة إرميسيند. كان هنري الرابع «الكفيف» والد إرميسيند، وورث كونتية نامور من طرف والده، وكونتية لوكسمبورغ من طرف والدته التي كان اسمها إرميسيند أيضًا. كانت إرميسيند الكبرى إحدى أفراد عائلة لوكسبمورغ الأصلية، والأخيرة إحدى أفرع عائلة أردين، وحكمت كونتية لوكسمبورغ منذ أواخر القرن العاشر.
انتُخب هنري السابع، حفيد هنري الخامس كونت لوكسمبورغ، ملك الرومان في عام 1308 بعد وفاة والده هنري السادس في معركة فورينغن. كان انتخاب الملك ضروريًا إثر اغتيال الملك الهابسبورغي ألبرت الأول ملك ألمانيا، فانتصر هنري على خصمه شارل كونت فالوا بمساعدة شقيقه بالدوين دي لوكسمبورغ، أمير ناخب ترير. رتّب هنري زواج ابنه يوهان الأعمى من إليزابيث البوهيمية، وريثة سلالة برميسل، في عام 1310. هكذا استحوذ آل لوكسمبورغ على مملكة بوهيميا، ما أتاح لهم التنافس بقوة على السلطة ضد آل هابسبورغ وفيتلسباخ. توفي هنري السابع بعد مرور عام واحد على تتويجه رأس الإمبراطورية الرومانية المقدسة، وحدث ذلك عندما كان في حملة عسكرية في روما عام 1313.
خشي الأمراء الناخبون صعود آل لوكسمبورغ، وتجاهلوا مطالب يوهان، وريث هنري، فحظي لودفيغ دوق بافاريا بالعرش، وهو من آل فيتلسباخ. ركّز يوهان على تأمين حكمه في بوهيميا، وعمل على منح المناصب الإقطاعية لآل بياست الذين حكموا دوقية سيليزيا المجاورة منذ عام 1327 وحتى عام 1335، تولى ابنه كارل الرابع عرش الإمبراطورية في عام 1346، كان المرسوم الذهبي الذي أصدره عام 1356 بمثابة دستور للإمبراطورية، واستمر العمل به لقرون. لم يكتفِ كارل بالاستحواذ على دوقيّتي بارابنت وليمبورغ في الغرب، بل استحوذ على تخم لوساتيا سابقًا ومرغريفية براندنبورغ أيضًا في عام 1373، وضمهما إلى أراضي التاج البوهيمي.
بدأ انحدار العائلة في عهد الملك فنتسل، وهو ابن الملك كارل، بعدما خلعه الأمراء الناخبون عن العرش في عام 1400 واختاروا روبرشت ناخب بالاتينات من آل فيتلسباخ. استلم سيغيسموند، شقيق فنتسل، عرش الإمبراطورية عام 1410، وعمل على ترسيخ حكم آل لوكسمبورغ، وساهم في إنهاء الانشقاق الغربي عام 1417، لكن وفاته في عام 1437 أدت إلى فناء الفرع الأكبر من السلالة. خلفه صهره ألبرت الثاني من آل هابسبورغ، والذي يُعرف أيضًا بألبرت الخامس دوق النمسا. انتصر آل هابسبورغ أخيرًا على الورثة من آل لوكسمبورغ، فحكموا الإمبراطورية حتى فناء الفرع الأكبر من العائلة بعد وفاة ماريا تيريزا عام 1780.

## أبرز أفراد العائلة
- هنري السابع (1275-1313) - انتُخب ملك ألمانيا في عام 1308 خليفة لألبرت الأول بعد اغتياله، وتُوّج إمبراطورًا في عام 1312. خلفه لودفيغ الرابع من آل فيتلسباخ.
  - بالدوين - شقيق هنري، أمير ناخب ترير، فكان كبير مستشاري مملكة آرل (برغندي) بين عامي 1307 و1354.
- يوهان الكفيف (1296-1346) - الابن الوحيد لهنري. منحه والده إقطاعية بوهيميا عام 1310، وتزوج إليزابيث البوهيمية وريثة سلالة برميسل، وخلع الملك البوهيمي هنري البوهيمي.
  - يان ييندريش (1322-1378)؛ ابن يوهان، أصبح مارغريف مورافيا، ومن خلال الزواج كونت تيرول.
    - جوبست (1354-1411) - ابن يان ييندريش، انتخب ملك ألمانيا في 1410 في معارضة ابن عمه سيغيسموند، وأيضا كان مارغريف مورافيا وناخب براندنبورغ ودوق لوكسمبورغ.
- كارل الرابع (1316-1378) - ابن يوهان، أصبح إمبراطور الروماني المقدس وملك بوهيميا.
- فنتسل الثاني (1361 - 1419)؛ أصبح ملك ألمانيا وبوهيميا وكذلك ناخب براندنبورغ ودوق لوكسمبورغ.
- سيغيسموند (1368-1437)؛ أصبح الإمبراطور الروماني المقدس وكذلك ملك ألمانيا وإيطاليا والمجر وبوهيميا وناخب براندنبورغ ودوق لوكسمبورغ.
  - إليزابيث (1409 - 1439)؛ ابنة سيغيسموند الوحيدة، تزوجت من ألبرت النمساوي الذي غدى وريثاً لأبيها.

## الفرع الفرنسي
مع زواج هنري الخامس، كونت لوكسمبورغ من مارغريت من بار تم اعتبار إقطاعية لينييه كمهر، ومن ثم انتقلت إلى ابنه الثاني فاليران الأول ومنه إلى ذريته استطاع الفرع الترقية والتوسيع من خلال الميراث على بعض إقطاعيات انقرض الفرع من ناحية الذكور مع 1648، ولكن من ناحية الإناث هم سلف هنري الثامن ملك إنجلترا وماري ملكة اسكتلندا وهنري الرابع ملك فرنسا.